# Armitron
Armitron es una marca de relojes fabricada por la E. Gluck Corporation, con sede en Douglaston y Little Neck (Queens), Nueva York. Fue fundada en 1975 por Eugen Gluck. En 1999, la marca disponía de la quinta cuota de mercado más grande entre los compradores de relojes en los Estados Unidos.

## Historia
En el momento de la fundación de Armitron, E. Gluck Corporation (en aquel entonces E. Gluck Trading Company) era una subsidiaria de la Armin Corporation. Estaba especializada en relojes digitales con cinco funciones (hora, minutos, segundos, día y fecha). La marca Armitron es un acrónimo formado a partir de las palabras "Armin" y "electrónica". Los relojes Armitron, que a menudo utilizaban cajas procedentes de Suiza y brazaletes producidos en Hong Kong, se ensamblaban en una fábrica diseñada a medida en Arlington (Texas).
A finales de los años 1970, las empresas E. Gluck Trading Company y Armin Corporation cancelaron la relación que habían mantenido hasta entonces. La E. Gluck Corporation se convirtió en una empresa privada y conservó la marca Armitron. A medida que la tecnología de los relojes evolucionó y la tecnología LED se volvió menos práctica, las pantallas LCD (pantalla de cristal líquido) se integraron en los relojes Armitron. Combinados con los reloj de cuarzo japoneses, estos relojes LCD eran extremadamente precisos y duraderos. Más tarde se incorporaron funciones avanzadas, como alarmas y cronógrafo.
Durante los años 1980, Armitron era ampliamente identificada por su conexión con varios equipos deportivos y atletas profesionales. Jerry Rice y Boomer Esiason (fútbol americano); Darryl Strawberry y Dwight Gooden (béisbol); así como el jugador de baloncesto Larry Bird eran patrocinadores de la marca. Armitron siguió siendo patrocinador oficial del equipo de béisbol de los New York Yankees.
Posteriormente, la firma continuó produciendo una gama de relojes de cuarzo y de relojes automáticos para hombres y mujeres.
A partir de la temporada 2021, Armitron figura como patrocinador en los relojes del Yankee Stadium, y en la edición original de la serie de televisión American Gladiators.